# قصعين أبيض الأزهار
قصعين أبيض الأزهار (الاسم العلمي:Salvia albiflora) هو نوع من النباتات يتبع جنس القصعين من الفصيلة الشفوية.